# Johann Jakob Besserer von Thalfingen
Johann Jakob Besserer von Thalfingen (* 29. Oktober 1753 in Ulm; † 11. September 1834) war von 1807 bis 1813 Bürgermeister der Stadt Augsburg.
Besserer nahm gegen Ende der reichsstädtischen Zeit eine wichtige politische Rolle in Augsburg ein. Im Jahr 1801 war er Mitglied der Ökonomiedeputation zur Sanierung der städtischen Finanzen. Außerdem war er um 1805 als Vertreter der Stadt in München mit der Verwaltung der Augsburger Säkularisierungsgüter befasst. Nach der Mediatisierung, also dem Anschluss Augsburg an Bayern 1805/1806, amtierte er von 1807 bis 1813 als Bürgermeister von Augsburg.